# España (Chabrier)
España és una obra del compositor francès Emmanuel Chabrier composta el 1883. Es va estrenar el mateix any a París, dia 4 de novembre. És una de les obres franceses sobre impressions d'Espanya més apreciades, i l'obra més coneguda de Chabrier.

## Inspiració
L'afany aventurer de l'esperit romàntic va dur a molts artistes del segle xix a buscar les seves fonts d'inspiració en llocs exòtics, allunyats del seu entorn. Espanya, en aquest cas, fou concorreguda per compositors com Liszt, Chopin, Rimsky-Korsakov, Ravel o Debussy. Alguns d'ells hi van viatjar i altres la mantenien en la imaginació, dedicant-li obres o com a font expressiva.
Des de petit, Chabrier ja manifestà el seu desig de viatjar al país veí. Tant la música com la manera de viure a Espanya li eren familiars, ja que el seu pare fou amic de professors que, fugint de les guerres carlistes, es refugiaren a França. Així es va convertir en un dels viatgers romàntics que recorrien racons poc habituals del territori, i se’n va dur una bona quantitat d'apunts i esbossos, que va concertrar en l'episodi orquestral que ens ocupa.
Va estar per la península uns mesos, acompanyat de la seva dona, l'estiu del 1882. Començaren per visitar Sant Sebastià i acabaren a Barcelona. Les impressions de Chabrier van quedar escrites en moltes cartes que va enviar als seus amics, com per exemple el director Charles Lamoreux.

## Composició
Inicialment, España va ser concebuda com una obra per a piano, igual que altres composicions de compatriotes de Chabrier basades en sons ibèrics. Després va decidir ampliar el material per a escriure una rapsòdia per a orquestra.
| [[:Image:Espana - Strolling Strings - United States Air Force Band.mp3\|]] |
|                                                                            |
|                                                                            |
|                                                                            |

## Descripció
L'obra traça un recorregut per diferents danses i ritmes espanyols. Parteix d'una introducció que recorda el rasgueig d'una guitarra per a passar a una jota aragonesa, amb unes cadències amb cert aire andalús, sobretot per l'ús d'escales frígies descendents. El desplegament simfònic del que fa gala confirma les dots de gran orquestrador de Chabrier, utilitzant una abundant plantilla instrumental. España consta d'un sol moviment, en compàs ternari.

## Impacte en altres obres
La primera obra inspirada en España va ser el vals homònim compost per Émile Waldteufel tres anys després (el seu Opus 236), i que es va convertir en una de les seves obres de ball més populars. La peça empra tots els temes principals de la rapsòdia pràcticament sense modificació.
Posteriorment España ha tengut impacte en músics com Stravinsky, el qual, potser sense ser-ne gaire conscient, evoca la part central del trombó de l'obra en la darrera escena del seu Petrushka (1911). D'altra banda, la melodia de l'obra es va convertir en un una cançó molt coneguda els anys 50 sota el títol "Hot-Diggity".

## Instrumentació
- 3 flautes (1 flautí)
- 2 oboès
- 2 clarinets en si bemoll
- 4 fagots
- 2 trompes en fa i 2 en do
- 2 trompetes
- 2 cornetes
- 3 trombons
- Tuba
- Timbales
- Bombo
- Plats
- Triangle
- Pandereta
- 2 arpes
- Violins primers
- Violins segons
- Violes
- Violoncels
- Contrabaixos[4]